# Peter Eigen
Pour les articles homonymes, voir Eigen.
Peter Eigen, né le 11 juin 1938 à Augsbourg, est un ancien directeur régional de la Banque mondiale et le fondateur de l'ONG Transparency International, ONG luttant contre la corruption. Il fut également consultant à la Fondation Ford et premier président du conseil d'administration international (d'avril 2014 à octobre 2019) de l'Initiative pour la Transparence des Pêches (FiTI - Fisheries Transparency Initiative), qu'il a contribué à fonder. Aujourd'hui, Peter Eigen est actif au sein de la Carnegie Endowment for International Peace. Il est également administrateur de Crown Agents.
En 2004, il épouse Gesine Schwan, candidate, par deux fois, à la présidence de la République fédérale d'Allemagne lors des scrutins présidentiels de 2004 et 2009.
Depuis 2008, le Professeur Eigen est membre de l'Africa Progress Panel, une fondation basée à Genève et présidée par Kofi Annan.